# British Champions Sprint Stakes
British Champions Sprint Stakes är ett engelskt galopplöp för treåriga och äldre fullblod som rids årligen på Royal Ascot i Ascot i England i oktober. Det är ett Grupp 1-löp, det vill säga ett löp av högsta internationella klass. Första upplagan av British Champions Sprint Stakes reds 1946, och rids över distansen 6 furlongs, ca 1207 meter. Den samlade prissumman i löpet är ca 400 000 pund.

## Segrare
| År   | Häst               | Ålder | Jockey             | Tränare             | Tid     |
| ---- | ------------------ | ----- | ------------------ | ------------------- | ------- |
| 2021 | Creative Force     | 3     | William Buick      | Charlie Appleby     | 1:13.79 |
| 2020 | Glen Shiel         | 6     | Hollie Doyle       | Archie Watson       | 1:16.74 |
| 2019 | Donjuan Triumphant | 6     | Silvestre De Sousa | Andrew Balding      | 1:16.43 |
| 2018 | Sands of Mali      | 3     | Paul Hanagan       | Richard Fahey       | 1:14.21 |
| 2017 | Librisa Breeze     | 5     | Robert Winston     | Dean Ivory          | 1:16.78 |
| 2016 | The Tin Man        | 4     | Tom Queally        | James Fanshawe      | 1:12.15 |
| 2015 | Muhaarar           | 3     | Paul Hanagan       | Charles Hills       | 1:13.34 |
| 2014 | Gordon Lord Byron  | 6     | Wayne Lordan       | Tom Hogan           | 1:17.30 |
| 2013 | Slade Power        | 4     | Wayne Lordan       | Edward Lynam        | 1:15.79 |
| 2012 | Maarek             | 5     | Jamie Spencer      | David Peter Nagle   | 1:15.99 |
| 2011 | Deacon Blues       | 4     | Johnny Murtagh     | James Fanshawe      | 1:12.55 |
| 2010 | Lady of the Desert | 3     | Richard Hughes     | Brian Meehan        | 1:14.13 |
| 2009 | Sayif              | 3     | Richard Hills      | Peter Chapple-Hyam  | 1:12.57 |
| 2008 | King's Apostle     | 4     | Liam Jones         | William Haggas      | 1:14.20 |
| 2007 | Haatef             | 3     | Richard Hills      | Kevin Prendergast   | 1:13.96 |
| 2006 | Red Clubs          | 3     | Michael Hills      | Barry Hills         | 1:13.71 |
| 2005 | Baron's Pit        | 5     | Johnny Murtagh     | Amanda Perrett      | 1:10.74 |
| 2004 | Pivotal Point      | 4     | Seb Sanders        | Peter Makin         | 1:13.55 |
| 2003 | Acclamation        | 4     | Frankie Dettori    | Gerald Cottrell     | 1:12.60 |
| 2002 | Crystal Castle     | 4     | Kieren Fallon      | John Hammond        | 1:13.40 |
| 2001 | Nice One Clare     | 5     | Johnny Murtagh     | Pip Payne           | 1:17.60 |
| 2000 | Sampower Star      | 4     | Frankie Dettori    | Saeed bin Suroor    | 1:17.29 |
| 1999 | Bold Edge          | 4     | Dane O'Neill       | Richard Hannon Sr.  | 1:20.12 |
| 1998 | Bianconi           | 3     | Johnny Murtagh     | Aidan O'Brien       | 1:13.98 |
| 1997 | Elnadim            | 3     | Richard Hills      | John Dunlop         | 1:12.56 |
| 1996 | Diffident          | 4     | Frankie Dettori    | Saeed bin Suroor    | 1:15.36 |
| 1995 | Cool Jazz          | 4     | Corey Nakatani     | Clive Brittain      | 1:18.56 |
| 1994 | Lake Coniston      | 3     | Pat Eddery         | Geoff Lewis         | 1:14.35 |
| 1993 | Catrail            | 3     | Michael Roberts    | John Gosden         | 1:15.63 |
| 1992 | Wolfhound          | 3     | Steve Cauthen      | John Gosden         | 1:17.20 |
| 1991 | Shalford           | 3     | Tony Cruz          | Richard Hannon Sr.  | 1:18.95 |
| 1990 | Ron's Victory      | 3     | Freddy Head        | Alain Falourd       | 1:12.66 |
| 1989 | Chummy's Favourite | 4     | Frankie Dettori    | Neville Callaghan   | 1:14.25 |
| 1988 | Cadeaux Genereux   | 3     | Pat Eddery         | Olivier Douieb      | 1:15.91 |
| 1987 | Dowsing            | 3     | Pat Eddery         | Jeremy Tree         | 1:14.67 |
| 1986 | Hallgate           | 3     | Greville Starkey   | Sally Hall          | 1:15.32 |
| 1985 | Al Sylah           | 3     | Tony Murray        | Harry Thomson Jones |         |
| 1984 | Never So Bold      | 4     | Steve Cauthen      | Robert Armstrong    |         |
| 1983 | Salieri            | 3     | Lester Piggott     | Henry Cecil         |         |
| 1982 | Indian King        | 4     | Greville Starkey   | Guy Harwood         |         |
| 1981 | Moorestyle         | 4     | Lester Piggott     | Robert Armstrong    |         |
| 1980 | Sovereign Rose     | 3     | Willie Carson      | Dick Hern           |         |
| 1979 | Absalom            | 4     | Lester Piggott     | Ryan Jarvis         |         |